# 細川和彦
細川 和彦（ほそかわ かずひこ、1970年12月28日 - ）は、茨城県常総市出身のプロゴルファーである。日体荏原高校、日本体育大学卒業。

## 略歴
少年時代は野球やサッカーなどをこなすスポーツ万能選手で、プロ野球選手を夢見ていた。しかし父親からゴルファーになるように言われ、ゴルフの名門日体荏原高校に通学。その後日体大に進学したが、アマチュア時代の実績はほとんどなかった。
1993年プロゴルファーテスト合格。尾崎直道選手に師事。1995年、久光製薬KBCオーガスタゴルフトーナメントで初優勝を飾る。1999年にはゴルフ日本シリーズで公式戦初優勝、ツアー賞金ランキング2位に入るなど、実力派若手選手として脚光を浴びた。2000年にはアメリカツアーを中心に活躍し、「ケンパーオープン」大会単独2位など世界と互角に渡り合った。夏おとこ細川の異名があり、夏シーズンには滅法強い。
2001年、潰瘍性大腸炎を発症。その後不調が続いたが2005年「日本ゴルフツアー選手権」で日本のメジャー大会2勝目を飾り、復活を印象づけた。この優勝で世界ゴルフ選手権シリーズ第2戦「NEC招待選手権」への出場資格を獲得したが、そこでは65位に終わっている。
サンテレビジョン（神戸地区ローカル）「細川和彦のアーククエスト・ゴルフのPRIDE」のMCプレーヤーとして出演していた。この番組のメイン協賛者であるアーククエストと2006年、所属契約を結んだ。
2021年よりシニアツアーにデビューしている。

## 優勝歴
- 1995年 KBCオーガスタゴルフ
- 1996年 サンコーグランドサマー
- 1996年 アコムインターナショナル
- 1997年 NST新潟オープン
- 1999年 全日空オープン
- 1999年 ゴルフ日本シリーズ
- 2001年 アコムインターナショナル
- 2005年 日本ゴルフツアー選手権

＊ 太字は公式戦（メジャー）

### その他
- 1994年 後楽園カップ（後援競技）